# Janez Arkelski (škof)
Janez Arkelski ali Jan Arkelski (1314 - 1. julij 1378 v Liègu ) je bil škof v Utrechtu od 1342 do 1364 in knezo-škof v Liègu od 1364 do 1378.
Janez je bil sin Janeza III., gospoda Arkelskega, in njegove druge žene Kunigonde Virneburške. Po smrti škofa Janeza Diestskega leta 1340 je prišlo do težav z nasledstvom. Kapitlji so izvolili Janeza Bronkhorstskega, papež Benedikt XII. pa je imenoval Nicola Capoccija. Tega kapitelji niso sprejeli in Nicola se je bil prisiljen umakniti. Končno imenovanje Janeza Arkelskega za škofa je bilo posledica vpliva holandskega grofa Viljema IV.
Njegov predhodnik je zapustil Sticht kot polprotektorat Holandije, vladavina Janeza Arkelskega je bila namenjena odstranitvi njene odvisnosti od Holandije. Pri tem je bil zelo uspešen, uredil pa je tudi škofovske finance. Pri teh akcijah ga je podpiralo mesto Utrecht, ki je razumelo, da ima nižje plemstvo brez močne centralne oblasti proste roke, kar je povzročilo pojav roparskih baronov in piratov. Mesto se je odločilo delovati neodvisno od Holandije in leta 1344 podpisalo zavezništvo s škofom.
Janeza Arkelskega, ki se je leta 1343 preselil v Grenoble, da bi prihranil stroške gospodinjstva, je leta 1345 poklical nazaj njegov brat in namestnik Robert Arkelski, ko se je holandski grof Viljem IV. odločil, da se bo spopadel s svojeglavim mestom Utrecht tako, da je 8. julija poslal veliko vojsko, ki je mesto oblegala. Po osmih tednih obleganja je bil Utrecht prisiljen priznati oblast holandskega grofa. Vendar pa je bil grof ubit dva meseca pozneje, na kar je v Holandiji izbruhnila vojna trnka in trske. Kmalu se je v vojno vključila tudi vojvodina Gelderland, kar je pomenilo, da je utrechtska škofija za nekaj časa ostala sama.
Zaradi odvračanja pozornosti sosednjih grofij se je položaj škofije okrepil in postali so možni novi ukrepi proti Holandiji. S podporo iz Utrechta sta bili leta 1346 napadeni holandski mesti Eemnes in IJsselstein, leta 1348 pa se je škof spopadel tako s Holandijo kot z Gelderlandom. Vsa ta dejanja so Janeza stala več, kot je lahko plačal, zato je prišel v težave. Celoten Oversticht, razen Vollenhova, je dal v najem Fredericku Eeseju, ki mu je pomagal premagati zutphenskega praporščaka Gijsbrehta Bronkhorstskega. Naslednje leto je dal v najem tudi Vollenhove in Nedersticht. Poleg tega je papež poslal pooblastilo za zaseg Janezove posesti, ker ni plačal servitija ali papeškega potrditvenega davka.
Janez se je spet umaknil v Grenoble, a se je leta 1351 vrnil in si povrnil položaj ter obnovil oblast v škofiji. Ponovno je nastopil proti roparskim baronom in zavzel več strateško lociranih gradov v Utrechtu. Stabilnost v mestu je bila obnovljena z izgonom proholandske stranke Gunterlingen. Po zadnjem pohodu proti Holandiji v letih 1355–1356 je bil podpisan začasni mir.
Škofija je bila takrat v boljšem položaju, kot že dolgo ne. Škofija se je izločila izpod vpliva holandskega grofa in roparski baroni so bili pomirjeni. Eden od rezultatov pa je bil, da je mesto Utrecht pridobilo več moči v zameno za finančno podporo Janezovih vojaških operacij, zaradi česar je mesto Utrecht postajalo vse bolj neodvisno.
Leta 1364 je Janeza Arkelskega papež Urban V. preselil v škofijo v Liège. Zaradi moči cehov v Liegeu je imel manj moči kot v Utrechtu, čeprav je leta 1366 priključil grofijo Loon. Leta 1373 je bil prisiljen ustanoviti Tribunal XXII. To je bilo suvereno odločajoče sodišče, ki je branilo državljane pred vsemi nezakonitimi dejanji škofovskih uradnikov. Prej je kratkotrajno obstajala med vladavino Adolfa II. Marcka.
Po smrti je bil Janez Arkelski pokopan v katedrali v Utrechtu. Po protestantski reformaciji so bili deli njegove grobnice vključeni v ograjo, ki zapira kapelo, poimenovano po njem.
Ker so imeli člani družine Arkelskih na splošno isto ime, Janez, jih je zlahka zamenjati. Zato se škof Janez Arkelski na splošno imenuje samo Janez, medtem ko imajo člani njegove soimenske družine za imenom običajno številke, ki jih identificirajo (njegov oče je bil na primer znan kot Janez III. Arkelski).